# Letov Š-22
Bei dem Flugzeug Letov Š-22 handelt es sich um einen einmotorigen einsitzigen Hochdecker, der als Jagdflugzeug entwickelt wurde. Der Erstflug der Maschine fand im Jahre 1926 statt. Der Typ wurde in den Letov-Werken Letnany bei Prag in der Tschechoslowakei hergestellt. Die Konstruktion führte Alois Šmolík aus.
Die Maschine erreichte die Einsatzreife nicht; das Erprobungsprogramm wurde nicht zu Ende durchgeführt. Es wurde nur ein Prototyp hergestellt.

## Technische Daten
| Kenngröße             | Daten                           |
| --------------------- | ------------------------------- |
| Besatzung             | 1                               |
| Länge                 | 7,65 m                          |
| Spannweite            | 10,18 m                         |
| Höhe                  | ? m                             |
| Flügelfläche          | 15,59 m²                        |
| Flügelstreckung       | 6,6                             |
| Flächenbelastung      | 83,1 kg/m²                      |
| Leermasse             | 934 kg                          |
| max. Startmasse       | 1285 kg                         |
| Reisegeschwindigkeit  | ? km/h                          |
| Höchstgeschwindigkeit | ? km/h                          |
| Dienstgipfelhöhe      | ? m                             |
| Reichweite            | ? km                            |
| Flugdauer             | 1 h                             |
| Triebwerke            | 1 × Škoda L mit 331 kW (450 PS) |
| Bewaffnung            | 2 × 7,7-mm-MG                   |